# Epidesma flavomaculata
Epidesma flavomaculata là một loài bướm đêm thuộc phân họ Arctiinae, họ Erebidae.